# كوملان أسينيون
كملان أجبكو أسيغنون (مواليد 21 يناير 1974) هو لاعب كرة قدم توغولي دولي سابق، لعب في مركز الوسط.
لعب أسيغنون لعدد من الأندية الفرنسية، منها كان، بوفاي وكريتاي. وكانت آخر مواسمه الاحترافية مع نادي الجهراء في الكويت.
شارك أسيغنون مع منتخب توغو في كأس الأمم الأفريقية 1998، كأس الأمم الأفريقية 2000 وكأس الأمم الأفريقية 2002، وخاض 20 مباراة دولية سجل خلالها أربعة أهداف.
حصل على الجنسية الفرنسية عن طريق التجنيس في 7 يونيو 1996.

## الحياة الشخصية
ابنه لورينز أسيغنون لاعب كرة قدم محترف يلعب لصالح رين.